# Grammy Award for Best R&B Performance by a Duo or Group with Vocals
Der Grammy Award for Best R&B Performance by a Duo or Group with Vocals (auf Deutsch etwa „Grammy Award für die beste Gesangsdarbietung als Duo oder Gruppe – R&B“) war ein Musikpreis, der von 1968 bis 2011 bei den jährlich stattfindenden Grammy Awards verliehen wird. Ausgezeichnet wurden Darbietungen aus dem Musikbereich Rhythm and Blues (R&B). Seit 2012 wurde dieser Preis der Kategorie Best R&B Performance zugeschlagen.

## Hintergrund und Geschichte
Die seit 1958 verliehenen Grammy Awards (eigentlich Grammophone Awards) werden jährlich in zahlreichen Kategorien von der National Academy of Recording Arts and Sciences (NARAS) in den Vereinigten Staaten von Amerika vergeben, um künstlerische Leistung, technische Kompetenz und hervorragende Gesamtleistung ohne Rücksicht auf die Album-Verkäufe oder Chart-Position zu ehren.  Vergeben wurde der Preis für R&B-Darbietungen von Männern parallel zum Grammy Award for Best Female R&B Vocal Performance für Frauen und dem Grammy Award for Best Male R&B Vocal Performance für Männer.
Der Preis wurde 1967 als Best Rhythm & Blues Group Performance, Vocal or Instrumental eingeführt, parallel zum Grammy Award for Best R&B Solo Vocal Performance, Male Or Female. Von 1969 bis 2011 änderte sich die Bezeichnung mehrfach und seit den Grammy-Verleihungen 2012 wurde dieser Preis nicht mehr vergeben, da er der Kategorie Best R&B Performance zugeschlagen wurde.
Der Preis wurde 1968 bei der 10. Grammy-Verleihung zum ersten Mal verliehen. Gewonnen wurde er von Ramsey Lewis für den Song Hold It Right There. Die Band Earth, Wind and Fire bekam den Preis insgesamt viermal und ist damit die Band mit den häufigsten Siegen dieses Preises, allerdings erhielt auch Chaka Khan den Preis viermal, wobei sie ihn zweimal als Sängerin der Band Rufus und zweimal als Duettpartnerin bekam. Der letzte Grammy dieser Kategorie ging 2011 an die Band Sade für den Song Soldier Of Love. Die meisten Preisträger stammten aus den Vereinigten Staaten, Ausnahmen sind der britische George Michael sowie die nigerianisch-britische Sade.

## Gewinner und nominierte Künstler
| Jahr | Künstler / Band                      | Nationalität                              | Werk                                           | Weitere nominierte Künstler | Bilder der Künstler                                       |
| ---- | ------------------------------------ | ----------------------------------------- | ---------------------------------------------- | --- | --------------------------------------------------------- |
| 1967 | Ramsey Lewis                         | Vereinigte Staaten                        | Hold It Right There                            | - The Capitols – Cool Jerk - Sam & Dave – Hold On, I’m A Comin’ - James & Bobby Purify – I’m Your Puppet - King Curtis – Spanish Harlem | Ramsey Lewis, 2006                                        |
| 1968 | Sam & Dave                           | Vereinigte Staaten                        | Soul Man                                       | - Marvin Gaye und Tammi Terrell – Ain’t No Mountain High Enough - Booker T. & the M.G.’s – Hip Hug-Her - Smokey Robinson & the Miracles – I Second That Emotion - Carla Thomas und Otis Redding – King & Queen                                                                          | Sam & Dave, 1968                                          |
| 1969 | The Temptations                      | Vereinigte Staaten                        | Cloud Nine                                     | - Sam & Dave – I Thank You - Peggy Scott and Jo Jo Benson – Pickin’ Wild Mountain Berries - Sweet Inspirations – Sweet Inspiration - Archie Bell & the Drells – Tighten Up | The Temptations, 1991                                     |
| 1970 | Isley Brothers                       | Vereinigte Staaten                        | It’s Your Thing                                | - Mel and Tim – Backfield in Motion - The Winstons – Color Him Father - Gladys Knight & the Pips – Friendship Train - Peggy Scott and Jo Jo Benson – Soulshake |                                                           |
| 1971 | The Delfonics                        | Vereinigte Staaten                        | Didn’t I (Blow Your Mind)                      | - The Presidents – 5-10-15-20 (25-30 Years of Love) - Charles Wright & the Watts 103rd Street Rhythm Band – Express Yourself - Four Tops – It’s All in the Game - 100 Proof (Aged in Soul) – Somebody’s Been Sleeping in My Bed                                                         |                                                           |
| 1972 | Ike & Tina Turner                    | Vereinigte Staaten                        | Proud Mary                                     | - Gladys Knight & the Pips – If I Were Your Woman - The Staple Singers – Respect Yourself - Isaac Hayes – Theme from Shaft - Roberta Flack und Donny Hathaway – You’ve Got a Friend | Ike & Tina Turner, 1972                                   |
| 1973 | The Temptations                      | Vereinigte Staaten                        | Papa Was a Rollin’ Stone                       | - The Spinners – I’ll Be Around - The Staple Singers – I’ll Take You There - Harold Melvin and the Blue Notes – If You Don’t Know Me by Now - Gladys Knight & the Pips – Help Me Make It Through the Night                                                                              | The Temptations, 2005                                     |
| 1974 | Gladys Knight & the Pips             | Vereinigte Staaten                        | Midnight Train to Georgia                      | - The Staple Singers – Be What You Are - The Spinners – Could It Be I’m Falling in Love - The O’Jays – Love Train - War – Cisco Kid | Gladys Knight & the Pips, 1981                            |
| 1975 | Rufus                                | Vereinigte Staaten                        | Tell Me Something Good                         | - The Jackson Five – Dancing Machine - The O’Jays – For the Love of Money - Gladys Knight & the Pips – I Feel a Song (In My Heart) - The Spinners – Mighty Love |                                                           |
| 1976 | Earth, Wind and Fire                 | Vereinigte Staaten                        | Shining Star                                   | - Average White Band – Cut the Cake - Ohio Players – Fire - KC and the Sunshine Band – Get Down Tonight - The Pointer Sisters – How Long (Betcha’ Got a Chick on the Side) | Earth, Wind & Fire, 1981                                  |
| 1977 | Marilyn McCoo & Billy Davis Jr.      | Vereinigte Staaten                        | You Don’t Have to Be a Star (to Be in My Show) | - KC and the Sunshine Band – (Shake, Shake, Shake) Shake Your Booty - Earth, Wind and Fire – Gratitude - Wild Cherry – Play That Funky Music - The Spinners – The Rubberband Man | Marilyn McCoo, 1970 · Billy Davis Jr., 1970               |
| 1978 | Emotions                             | Vereinigte Staaten                        | Best of My Love                                | - Rufus feat. Chaka Khan – Ask Rufus - Gladys Knight & the Pips – Baby Don’t Change Your Mind - Heatwave – Boogie Nights - Commodores – Easy |                                                           |
| 1979 | Earth, Wind and Fire                 | Vereinigte Staaten                        | All’n All                                      | - A Taste of Honey – Boogie Oogie Oogie - Diana Ross und Michael Jackson – Ease on Down the Road - Commodores – Natural High - The O’Jays – Use to Be My Girl | Verdine White von Earth, Wind & Fire, 2009                |
| 1980 | Earth, Wind and Fire                 | Vereinigte Staaten                        | After the Love Has Gone                        | - McFadden & Whitehead – Ain’t No Stoppin’ Us Now - Commodores – Midnight Magic - Peaches & Herb – Reunited - Sister Sledge – We Are Family | John Paris und Verdine White von Earth, Wind & Fire, 2009 |
| 1981 | The Manhattans                       | Vereinigte Staaten                        | Shining Star                                   | - Gladys Knight & the Pips – About Love - Roberta Flack & Donny Hathaway – Back Together Again - The Spinners – Cupid / I’ve Loved You For a Long Time - Commodores – Heroes - Jacksons – Triumph                                                                                       |                                                           |
| 1982 | Quincy Jones                         | Vereinigte Staaten                        | The Dude                                       | - The Pointer Sisters – Black and White - Commodores – Lady (You Bring Me Up) - Earth, Wind and Fire – Let’s Groove - Stanley Clarke, George Duke – The Clarke/Duke Project | Quincy Jones, 2006                                        |
| 1983 | Dazz Band Earth, Wind and Fire       | Vereinigte Staaten                        | Let It Whip Wanna Be With You                  | - Tavares – A Penny for Your Thoughts - The Crusaders mit B. B. King und Josie James – Street Life - Paul McCartney und Stevie Wonder – What’s That You’re Doing | Earth, Wind & Fire, 2009                                  |
| 1984 | Rufus & Chaka Khan                   | Vereinigte Staaten                        | Ain’t Nobody                                   | - Shalamar – Dead Giveaway - Earth, Wind and Fire – Fall in Love with Me - DeBarge – In a Special Way - The Weather Girls – It’s Raining Men | Chaka Khan, 2006                                          |
| 1985 | James Ingram & Michael McDonald      | Vereinigte Staaten                        | Yah Mo B There                                 | - Shalamar – Dancing in the Sheets - Kashif, Al Jarreau – Edgartown Groove - Jermaine Jackson, Michael Jackson – Tell Me ’'m Not Dreamin’ (Too Good to Be True) - Joyce Jean Kennedy, Jeffrey Osborne – The Last Time I Made Love                                                       | Michael McDonald, 2011 · Michael McDonald, 2007           |
| 1986 | Commodores                           | Vereinigte Staaten                        | Nightshift                                     | - The Pointer Sisters – Contact - Eurythmics, Aretha Franklin – Sisters Are Doin’ It for Themselves - Ashford & Simpson – Solid - Daryl Hall, John Oates, David Ruffin, Eddie Kendricks – The Way You Do the Things You Do/My Girl                                                      | Commodores, 2006                                          |
| 1987 | Prince and The Revolution            | Vereinigte Staaten                        | Kiss                                           | - Sade – Promise - Run-D.M.C. – Raising Hell - Ashford & Simpson – Real Love - Chicago Bears Shufflin' Crew – The Super Bowl Shuffle - Cameo – Word Up! | Prince, 1990                                              |
| 1988 | Aretha Franklin & George Michael     | Vereinigte Staaten Vereinigtes Königreich | I Knew You Were Waiting (For Me)               | - LeVert – Casanova - Club Nouveau – Lean on Me - The Whispers – Rock Steady - Prince, Sheena Easton – U Got the Look | Aretha Franklin, 2007 · George Michael                    |
| 1989 | Gladys Knight & the Pips             | Vereinigte Staaten                        | Love Overboard                                 | - Robert Cray – Acting This Way - Experience Unlimited – Da' Butt - New Edition – If It Isn’t Love - The Jets – Rocket 2 U |                                                           |
| 1990 | Soul II Soul & Caron Wheeler         | Vereinigte Staaten                        | Back to Life (However Do You Want Me)          | - Aretha Franklin & James Brown – Gimme Your Love - Aretha Franklin & Whitney Houston – It Isn’t, It Wasn’t, It Ain’t Never Gonna Be - Deniece Williams & Natalie Cole – We Sing Praises - BeBe Winans & CeCe Winans – Celebrate New Life                                               | Caron Wheeler, 1990                                       |
| 1991 | Ray Charles & Chaka Khan             | Vereinigte Staaten                        | I’ll Be Good to You                            | - After 7 – Can’t Stop - Al B. Sure!, James Ingram, El DeBarge & Barry White – The Secret Garden (Sweet Seduction Suite) - En Vogue – Born to Sing - Was (Not Was) – Papa Was a Rolling Stone                                                                                           | Ray Charles, 1990                                         |
| 1992 | Boyz II Men                          | Vereinigte Staaten                        | Cooleyhighharmony                              | - Color Me Badd – I Wanna Sex You Up - Aretha Franklin & Luther Vandross – Doctor’s Orders - Gladys Knight, Patti LaBelle & Dionne Warwick – Superwoman - Prince and The New Power Generation – Gett Off                                                                                | Boyz II Men, 2007                                         |
| 1993 | Boyz II Men                          | Vereinigte Staaten                        | End of the Road                                | - Arrested Development – People Everyday - Mariah Carey & Trey Lorenz – I’ll Be There - En Vogue – Funky Divas - Luther Vandross & Janet Jackson – The Best Things in Life Are Free | Wayne Morris von Boyz II Men, 2011                        |
| 1994 | Sade                                 | Nigeria Vereinigtes Königreich            | No Ordinary Love                               | - Boyz II Men – Let It Snow - Earth, Wind and Fire – Sunday Morning - En Vogue – Give It Up, Turn It Loose - Tony! Toni! Toné! – Anniversary | Sade Adu, 2011                                            |
| 1995 | Boyz II Men                          | Vereinigte Staaten                        | I’ll Make Love to You                          | - Sade – Please Send Me Someone to Love - Salt-n-Pepa & En Vogue – Whatta Man - Take 6 – Biggest Part of Me - BeBe Winans & CeCe Winans – If Anything Ever Happened to You | Nathan Morris von Boyz II Men, 2011                       |
| 1996 | TLC                                  | Vereinigte Staaten                        | Creep                                          | - All-4-One – I’m Your Man - Brownstone – If You Love Me - Terence Trent D’Arby & Booker T. & the M.G.’s – A Change Is Gonna Come - Take 6 – All I Need (Is a Chance) |                                                           |
| 1997 | Fugees                               | Vereinigte Staaten                        | Killing Me Softly                              | - Luke Cresswell, Charlie Wilson, Fiona Wilkes, Carl Smith, Fraser Morrison, Evertt Bradley, Yo Yo, Chaka Khan, Luniz & Shaquille O’Neal – Stomp - Babyface, Barry White & Tamia – Slow Jams - En Vogue – Don’t Let Go (Love) - Chaka Khan & Meshell Ndegeocello – Never Miss the Water | Lauryn Hill, 2007                                         |
| 1998 | BLACKstreet                          | Vereinigte Staaten                        | No Diggity                                     | - Az Yet & Peter Cetera – Hard to Say I’m Sorry - Boyz II Men – A Song for Mama - God's Property & Salt – Stomp - Take 6 – You Don’t Have to be Afraid |                                                           |
| 1999 | Brandy & Monica                      | Vereinigte Staaten                        | The Boy Is Mine                                | - Kirk Franklin feat. R. Kelly, Crystal Lewis, Mary J. Blige & Bono – Lean on Me - Lauryn Hill feat. D’Angelo – Nothing Even Matters - K-Ci & JoJo – All My Life - The Temptations – Stay                                                                                               | Brandy, 2011 · Monica, 2007                               |
| 2000 | TLC                                  | Vereinigte Staaten                        | No Scrubs                                      | - Destiny’s Child – Bills, Bills, Bills - Mary J. Blige & Aretha Franklin – Don’t Waste Your Time - Eric Benét & Tamia – Spend My Life with You - Whitney Houston, Faith Evans & Kelly Price – Heartbreak Hotel                                                                         |                                                           |
| 2001 | Destiny’s Child                      | Vereinigte Staaten                        | Say My Name                                    | - Boyz II Men – Pass You By - Wyclef Jean & Mary J. Blige – 911 - Lucy Pearl – Dance Tonight - BeBe Winans, Joe & Brian McKnight – Coming back Home | Destiny’s Child                                           |
| 2002 | Destiny’s Child                      | Vereinigte Staaten                        | Survivor                                       | - City High – What Would You Do? - 112 – Peaches & Cream - The Isley Brothers – Contagious - Faith Evans & Carl Thomas – Can’t Believe | Destiny’s Child                                           |
| 2003 | Stevie Wonder und Take 6             | Vereinigte Staaten                        | Love's in Need of Love Today                   | - TLC – Girl Talk - Angie Stone & Joe – More Than a Woman - Kenny G & Brian McKnight – All the Way - Nivea, Brian Casey & Brandon Casey – Don’t Mess with My Man | Stevie Wonder, 2006 · Take 6, 2006                        |
| 2004 | Beyoncé & Luther Vandross            | Vereinigte Staaten                        | The Closer I Get to You                        | - Floetry – Say Yes - TLC – Hands Up - Roy Hargrove & D’Angelo – I’ll Stay - The Isley Brothers & JS – Busted - Stanley Clarke feat. Amel Larrieux und Glenn Lewis – Where Is the Love                                                                                                  | Beyoncé Knowles, 2007                                     |
| 2005 | Usher und Alicia Keys                | Vereinigte Staaten                        | My Boo                                         | - Destiny’s Child – Lose My Breath - Floetry – Say Yes - Alicia Keys feat. Tony! Toni! Toné! – Diary - Earth, Wind and Fire & Raphael Saadiq – Show Me the Way | Usher, 2010 · Alicia Keys, 2008                           |
| 2006 | Beyoncé und Stevie Wonder            | Vereinigte Staaten                        | So Amazing                                     | - Destiny’s Child – Cater 2 U - Stevie Wonder & Aisha Morris – How Will I Know - Alicia Keys feat. Jermaine Paul – If This World Were Mine - John Legend & Lauryn Hill – So High | Beyoncé, 2008 · Stevie Wonder, 2009                       |
| 2007 | John Legend, Joss Stone und Van Hunt | Vereinigte Staaten                        | Family Affair                                  | - George Benson & Al Jarreau – Breezin - Jamie Foxx & Mary J. Blige – Love Changes - Chaka Khan, Carl Thomas, Yolanda Adams & Gerald Levert – Family Reunion - Prince & Támar Davis – Beautiful, Loved and Blessed                                                                      | John Legend, 2007 · Joss Stone, 2007                      |
| 2008 | Chaka Khan und Mary J. Blige         | Vereinigte Staaten                        | Disrespectful                                  | - R. Kelly und Usher – Same Girl - Rihanna und Ne-Yo – Hate That I Love You - Angie Stone und Betty Wright – Baby - T-Pain und Akon – Bartender | Chaka Khan, 2010 · Mary J. Blige, 2007                    |
| 2009 | Al Green und John Legend             | Vereinigte Staaten                        | Stay with Me (By the Sea)                      | - Boyz II Men – Ribbon in the Sky - Anthony David und India.Arie – Words - Jennifer Hudson und Fantasia Barrino – I’m His Only Woman - Raphael Saadiq, Stevie Wonder und CJ Hilton – Never Give You Up                                                                                  | Al Green, 2006                                            |
| 2010 | Jamie Foxx & T-Pain                  | Vereinigte Staaten                        | Blame It                                       | - India.Arie & Musiq Soulchild – Chocolate High - Musiq Soulchild & Mary J. Blige – IfULeave - Robert Randolph & The Clark Sisters – Higher Ground - Calvin Richardson & Ann Nesby – Love Has Finally Come at Last                                                                      | Jamie Foxx, 2013 · T-Pain, 2007                           |
| 2011 | Sade                                 | Nigeria Vereinigtes Königreich            | Soldier of Love                                | - Chuck Brown, Jill Scott & Marcus Miller – Love - Chris Brown & Tank – Take My Time - Ronald Isley & Aretha Franklin – You’ve Got a Friend - John Legend & The Roots – Shine | Sade, 2011                                                |

## Belege
1. ↑  "honor artistic achievement, technical proficiency and overall excellence in the recording industry, without regard to album sales or chart position"Overview. National Academy of Recording Arts and Sciences, archiviert vom Original am 19. August 2012; abgerufen am 11. September 2014.  Info: Der Archivlink wurde automatisch eingesetzt und noch nicht geprüft. Bitte prüfe Original- und Archivlink gemäß Anleitung und entferne dann diesen Hinweis.
2. ↑  Grammy Awards at a Glance. In: Los Angeles Times. Tribune Company, abgerufen am 29. Mai 2011.
3. ↑  Awards Category Comparison Chart. (PDF; 80 kB) National Academy of Recording Arts and Sciences, S. 1, archiviert vom Original am 16. Mai 2011; abgerufen am 29. Mai 2011.  Info: Der Archivlink wurde automatisch eingesetzt und noch nicht geprüft. Bitte prüfe Original- und Archivlink gemäß Anleitung und entferne dann diesen Hinweis.